# Euscelidia abbreviata
Euscelidia abbreviata là một loài ruồi trong họ Asilidae. Euscelidia abbreviata được Dikow miêu tả năm 2003. Loài này phân bố ở miền Ấn Độ - Mã Lai.